# رياض عبد اللطيف الشهابي
رياض عبد اللطيف الشهابي (1366 - 1393هـ/ 1947 - 1973م) هو كاتب وعسكري عراقي. ونسبه هو رياض بن عبد اللطيف بن أحمد بن قدوري الشهابي النزاري الحسني الهاشمي، ولد في محلة الشيوخ في الأعظمية عام 1366 هـ/ 1947م، ونشأ وأكمل دراستهُ فيها، ثم دخل الكلية العسكرية في بغداد عام 1965م، وتخرج منها ضابطاً عام 1968م، ورقي إلى رتبة ملازم أول. شارك في مناورات حربية بنجاح باهر ونال أوسمة وجوائز عدة من وزير الدفاع ورئيس أركان الجيش. وأشترك في حرب رمضان (حرب أكتوبر) في معارك الجولان ضد إسرائيل عام 1973، ودمر عدة صواريخ لإسرائيل مع قواعدها، واحتلها بسريتهِ، في تل عنتر ـ ورفع العلم العراقي فوقه.
ولقد أهدى والده الأديب الشاعر عبد اللطيف الشهابي ديوانه الموسوم زهرة الجولان إلى روحه الطاهرة، وقد عنيت بنشره دار الآفاق الجديدة في بيروت عام 1980م، وجاء في الإهداء:
(إلى ولدي البطل: رياض..
رياض.. ياترنيمة الثائرين..
ويامنار الدرب للسائرين..
يازهرة الجولان فوق الربى..
تنشر عطر النصر للفاتحين..
اليك ديواني .. قدمته..
خذه .. ففيه عزة للخالدين)
وكذلك كتب لهُ والده في الديوان قصيدتين (زهرة الجولان)، و(ولدي).

## أعماله
- ترجم كتاب فالقة الألغام عن اللغة الإنكليزية.
- صمم عربة مصفحة تتصل بالدبابة وتزودها بالوقود والذخيرة.
- ألف مقالات وكراسات عدة في مجالهِ العسكري.

## وفاته
أستشهد في حرب أكتوبر في 20 رمضان 1393هـ/16 أكتوبر 1973م، ودفن في مقبرة السيدة زينب، ثم نقل رفاتهُ إلى بغداد عام 1975م، وشيع بموكب عسكري مهيب وصلى عليهِ الشيخ معتوق الأعظمي في جامع الإمام الأعظم ودفن في مقبرة الخيزران قريباً من قبر جدهِ لأمهِ الحاج إبراهيم الحلبي.